# 크리스티아노 반티
크리스티아노 반티(이탈리아어: Cristiano Banti, 1824년 1월 4일~1904년 12월 4일)는 이탈리아의 장르 화가이자 풍경 화가이며 토스카나주에서 활동한 예술 단체인 마키아이올리의 주요 인물이다.

## 생애
반티는 산타 크로체 술아르노의 중산층 가정에서 태어났다. 그는 장학금을 통해 시에나 미술 학원(Accademia di belle arti di Siena)에서 공부할 수 있었다. 이 시기에 그는 신고전주의 스타일로 작업했으며 그의 대표 작품으로 알려진 《종교 재판에 직면한 갈릴레오》를 제작했다.

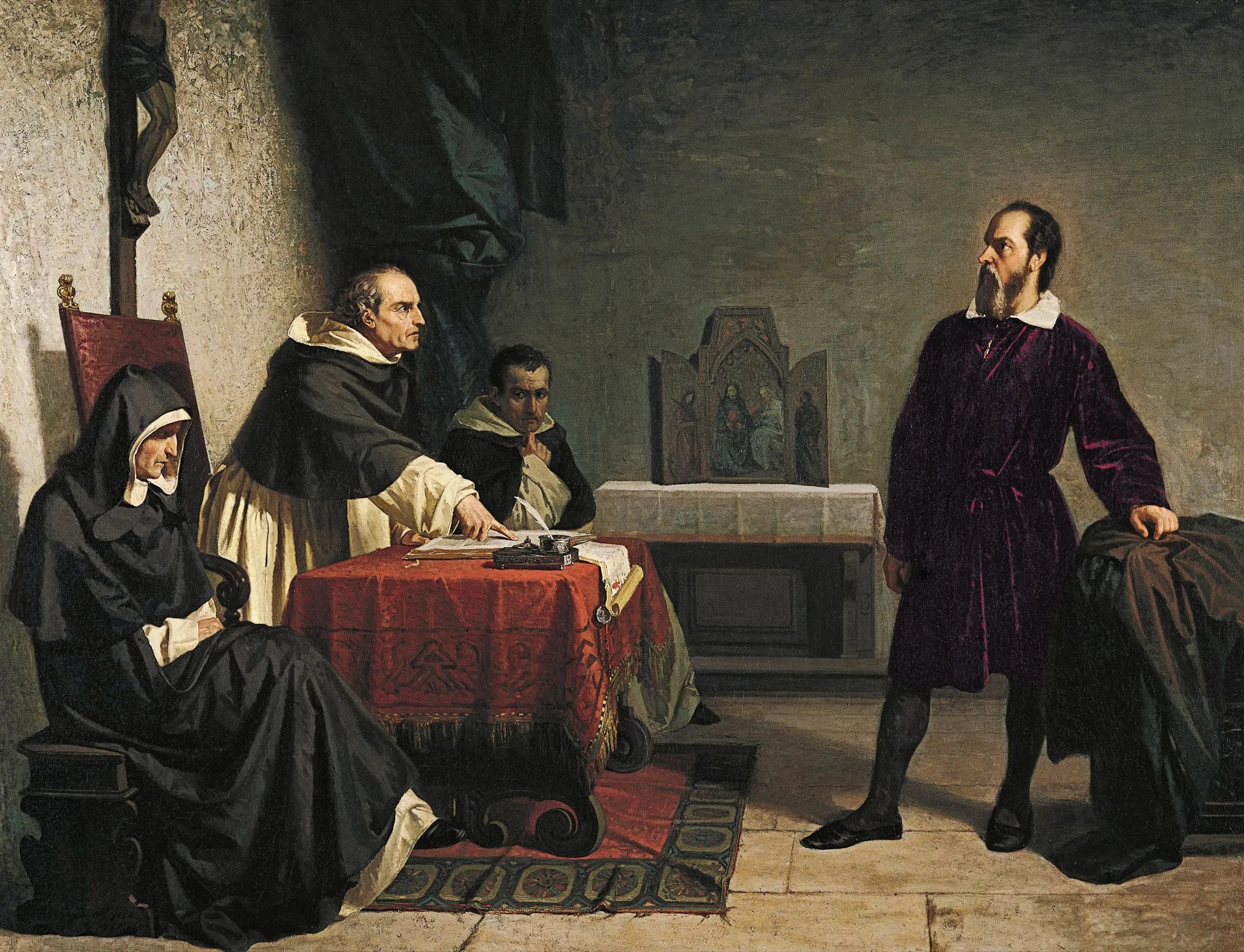
《종교 재판에 직면한 갈릴레오》(Galileo davanti al Tribunale dell'Inquisizione), 1857년

1854년에 그는 피렌체로 이사하여 예술가들의 주요한 만남의 장소인 카페 미켈란졸로에 자주 드나들게 되었다. 반티는 이곳에서 마키아이올리 운동에 대해 처음 알게 되었다.
그 후 그는 그림에 햇빛의 자연스러운 효과를 담아내기 위해 동료들과 함께 긴 장거리 야외 여행을 떠났다. 특히 화가 텔레마코 시뇨리니는 반티에게 큰 영향을 미쳤다.
1861년에 그는 콩스탕 트루아용과 카미유 코로에게 수업을 받기 위해 파리로 떠났고, 이후 카스텔프랑코 디 소프라에 정착하여 자연에 대한 연구를 계속했다. 그는 항상 자신의 일에 만족하지 못했으며, 작품을 전시하는 일도 거의 없었다. 1870년에 그는 파르마 국립 박람회(Esposizione Nazionale di Parma)의 배심원으로 활동했고 시뇨리니와 불화가 생겼다. 5년 후 그는 파리로 돌아왔고, 1879년에는 영국 미술에 익숙해지기 위해 런던으로 떠났다.

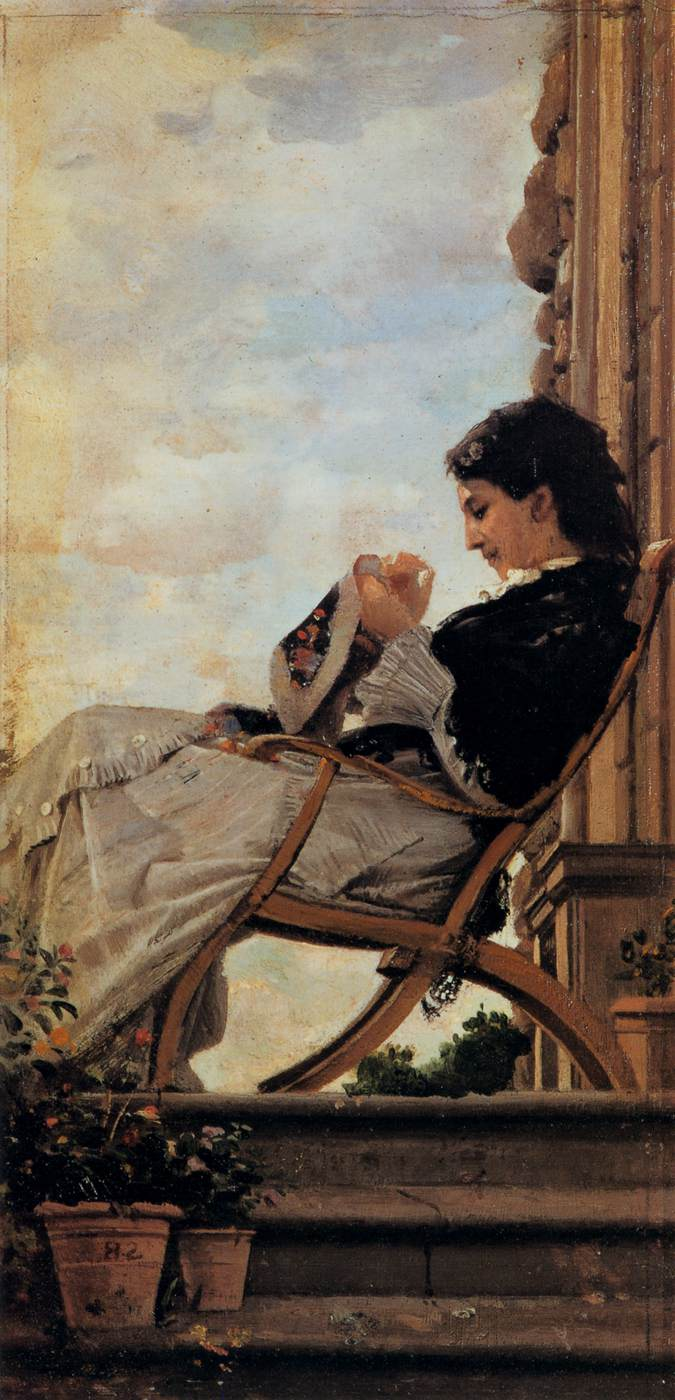
《테라스에서 바느질하는 여인》, 1882년

반티는 다른 마키아이올리 예술가들과의 갈등이 더욱 깊어지고 많은 비난을 받자, 카스텔피오렌티노 인근의 그의 가족이 있는 빌라로 은퇴했다. 아내가 죽은 후 그는 몬테무를로로 이사했고 그곳에서 대부분의 시간을 마키아이올리의 예술품을 수집하며 보냈다. 이는 당시 반티가 마키아이올리와 대부분 화해를 했기 때문에 예술품 수집이 가능해졌다. 가끔은 마키아이올리 예술가들에게 머물 곳을 제공하기도 했다.
그는 아직 대중의 인정을 받지는 못했지만 피렌체 미술 아카데미의 교수로 임명되었으며 우피치 미술관을 재조직하는 위원회 위원으로 활동했다. 1887년에 그는 런던으로 돌아와 국립미술관에서 고전주의 화가들의 작품을 연구하였고, 제임스 맥닐 휘슬러를 만났다.
반티는 여덟 명의 자녀를 두었는데, 그중 한 명 이상이 영국에 정착한 것으로 알려져 있다. 그는 1904년 몬테무를로에 있는 자신의 빌라에서 사망했다. 10년 후, 그의 컬렉션은 각종 경매로 흩어지게 되었다.

## 작품

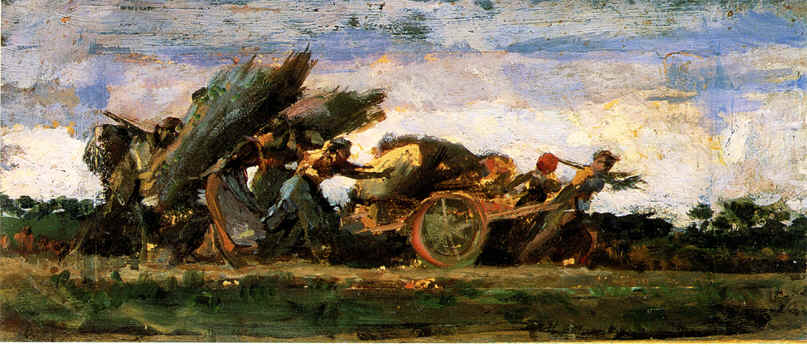
《보따리》, 1861년경
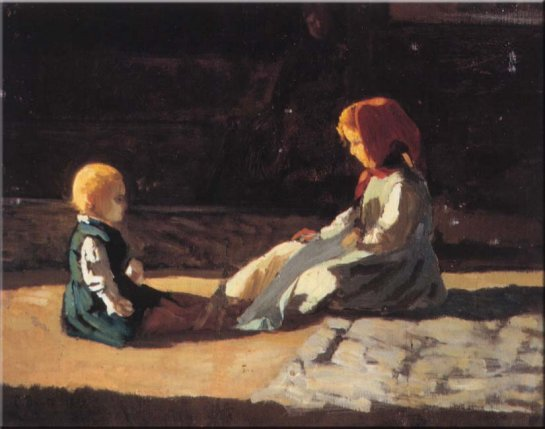
《햇빛 아래 아이》, 1860년~1862년경
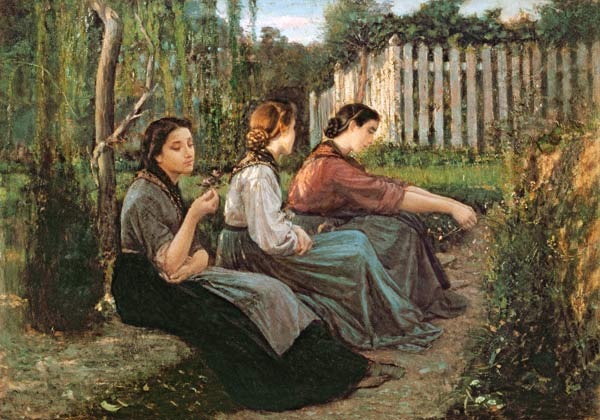
《비밀》, 1868년
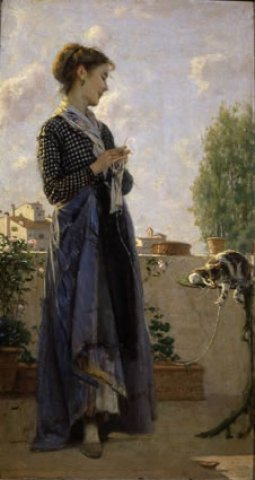
《토스카나의 여성 농민》, 1875년
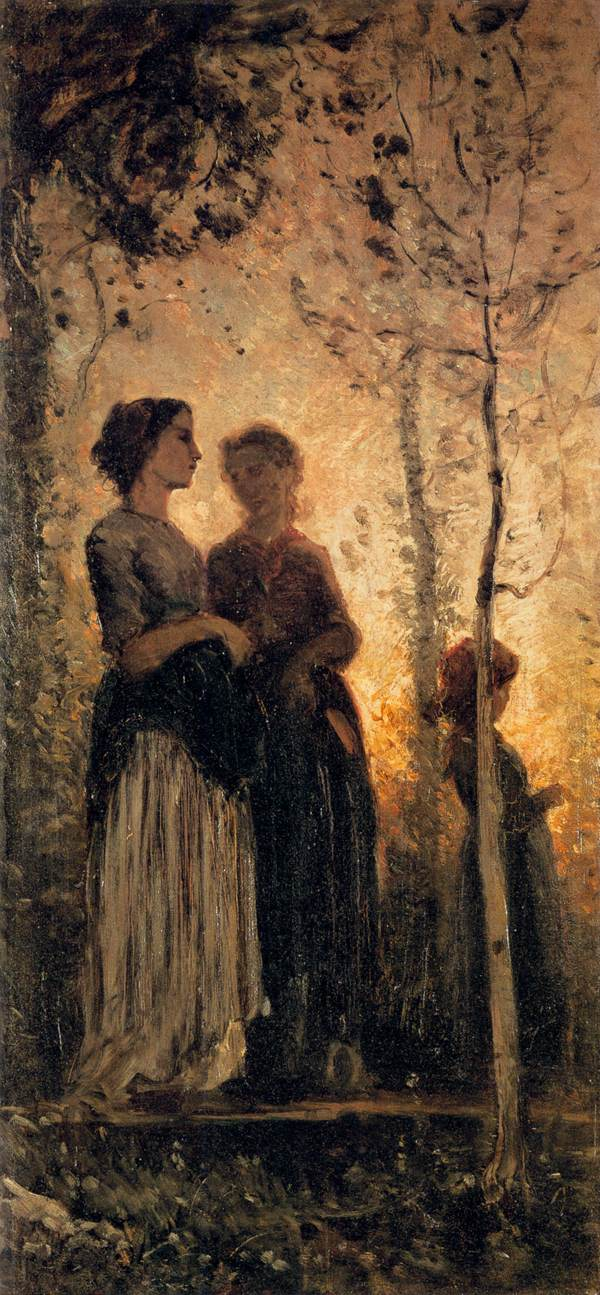
《세 명의 여성 농민》, 1881년